# Hassan Wahbi
Hassan Wahbi est un poète et essayiste marocain de langue française né à Inezgane en 1957.
Ancien enseignant-chercheur en littérature française, en questions interculturelles et esthétique à la faculté de lettres de l’université Ibn Zohr d’Agadir, il est l'auteur d'une vingtaine d'ouvrages édités au Maroc, mais aussi en France par les éditions L'Harmattan et Al Manar.

## Œuvre
Fortement influencé par le poète marocain Abdelkébir Khatibi, à propos duquel il a rédigé deux thèses intitulées Le texte polyphonique. Approche de l'écriture de A. Khatibi, d'une part, et Abdelkébir Khatibi, L'esprit de la lettre, d'autre part, il dit de lui « Les idées et les textes de Khatibi m’ont permis d’être à l’école de la différence littéraire marocaine ». Hassan Wahbi reprend à son compte la notion d'aimance réactualisée par Khatibi en y voyant un « dépassement des liens qui aliènent, du pathos, des conflits pour une altérité libérée, apaisée ; de corps à corps, d’esprit à esprit, de culture à culture », tout en étant une « réponse à ce qui m’advient. »
Tahar Ben Jelloun lui a consacré une entrée dans son Dictionnaire amoureux du Maroc et dit de lui « C’est un homme discret, travailleur, attaché à sa ville qu’il ne quitte qu’une à deux fois par an. Le reste du temps il lit et écrit. Mais son écriture est rare. Il ne cesse de revenir sur le texte et le travaille comme un artisan. Il sait que la poésie se réfugie dans une minorité menacée. Ses vers sont brefs, précis, sans fioriture. On dirait qu’ils sont juste murmurés dans l’oreille d’un mendiant ou d’un mourant. »
Hassan Wahbi conçoit la poésie « comme une ultime possibilité de se traduire soi-même, et non pas comme une forme d'écriture qui permet d'aboutir à un langage poétique. C'est une quête à part entière. »
Son écriture dans ses essais peut être « parfois volontairement polémique, et qui ne fait aucune concession au puritanisme, au néo-conformisme, à l’obsession religieuse ou aux jeux de masques et au clientélisme, etc. Une liberté de penser aussi rafraîchissante qu’incontournable en cette période », estime l'éditeur marocain La Croisée des Chemins à propos de son ouvrage La tyrannie du commun, propos intempestifs sur la société marocaine. »
Sa pratique de l'écriture frappe par sa tendance pour plusieurs genres en raison des appels existentiels que par besoin d'illustration du multiple littéraire : aphorismes, fragments, carnets, beaux livres, toute réflexion littéraire mâtinée de fiction.

### Poésie
- Ici, L'Harmattan, 2009
- La part de lumière, L'Harmattan, 2010
- Eloge de l’imperfection, Al Manar, 2012
- Le corps de l'autre, Al Manar, 2013
- Carnets d'un regard, Al Manar, 2014
- Un chant dans l'étroitesse des jours, Al Manar, 2016
- Petit éloge de l'aimance, Al Manar, 2020

### Essais, aphorismes et carnets
- Les Mots du Monde, Khatibi et le récit, Université Ibn Zohr d'Agadir, 1995
- Abdelkébir Khatibi, La fable de l'aimance,  L'Harmattan, 2009
- La beauté de l'absent, entretiens avec Abdelkébir Khatibi, L'Harmattan, 2010
- l’Esprit de la lettre, Marsam, Université Ibn Zohr d'Agadir, 2014
- Fragments d'une pensée à vivre : Notes et aphorismes, Marsam, 2016
- La Tyrannie du commun. Propos intempestifs sur la société marocaine, Ed. La croisée des chemins, 2018
- La nuit humaine, Carnets, édition Le Fennec, Casablanca, 2022
- Les maladies de la littérature , Al Manar, 2022